# Sōrintō
De sōrintō (相輪橖, 相輪塔, そうりんとう）) is een soort kleine Japanse pagode (tō) die alleen uit een zuil (sao) en een sōrin bestaat. Sōrintō  wordt ook wel Aiwa- of Siwa-pagode genoemd.
Een sōrin (相輪) is het belangrijkste deel van de pagode. Het is ook de spits of eindknop op een pagode, de verticale as, die echter meestal gebruikt als decoratie die uit de top van een pagode omhoog steekt. De sōrin is gemaakt van metaal (brons of ijzer) en boven een houten pagode geplaatst of is uitgesneden in een stenen pagode (sekitō). De sōrin bestaat meestal uit verschillende delen: aan de basis zijn het doosvormige 'dauwbekken' (roban) en daarop de omgekeerde kom (fukubachi); hierboven staat een zuil (sakkan) met negen ringen (kurin, 空輪 of hōrin (宝輪) die voorzien kunnen zijn van klokjes (fūtaku), met daar weer boven de 'watervlam' (suien); daarboven is het 'drakenwiel' (ryūsha, niet te vinden op stenen pagodes, sekitō), bekroond met het 'heilige juweel' (hōju).
Kūrin, of hōrin (宝輪) is een onderdeel van de top van een pagode, de sōrin. Gewoonlijk zijn er negen metalen ringen bevestigd aan de buisvormige metalen mantel die de taps toelopende centrale pijler bedekt die zich boven het dak van de pagode uitstrekt. Aan de ringen kan zich een decoratie van windbellen (fūtaku) bevinden.

Afbeeldingen
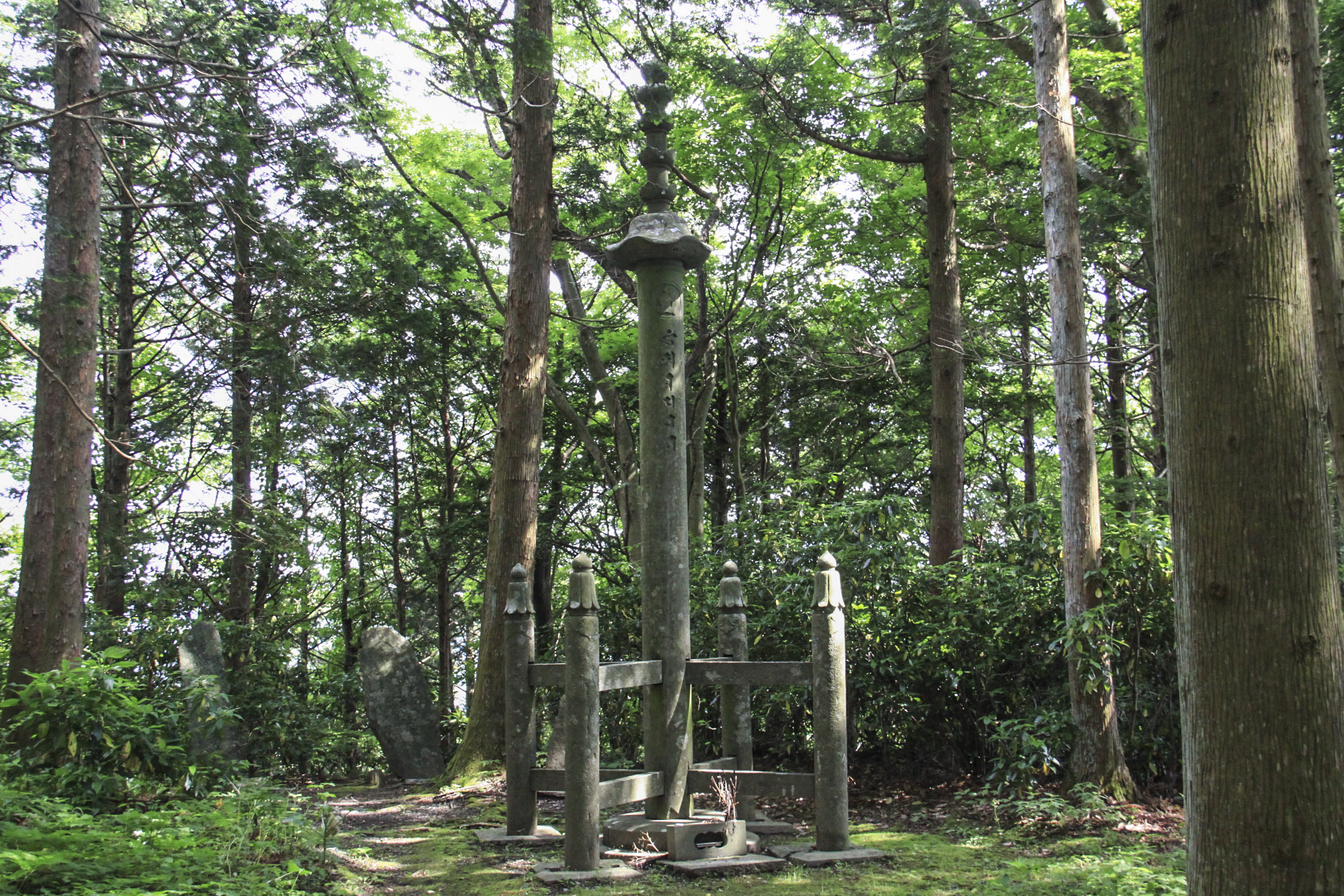
Een sorintō bij Hitsujisaki jinja
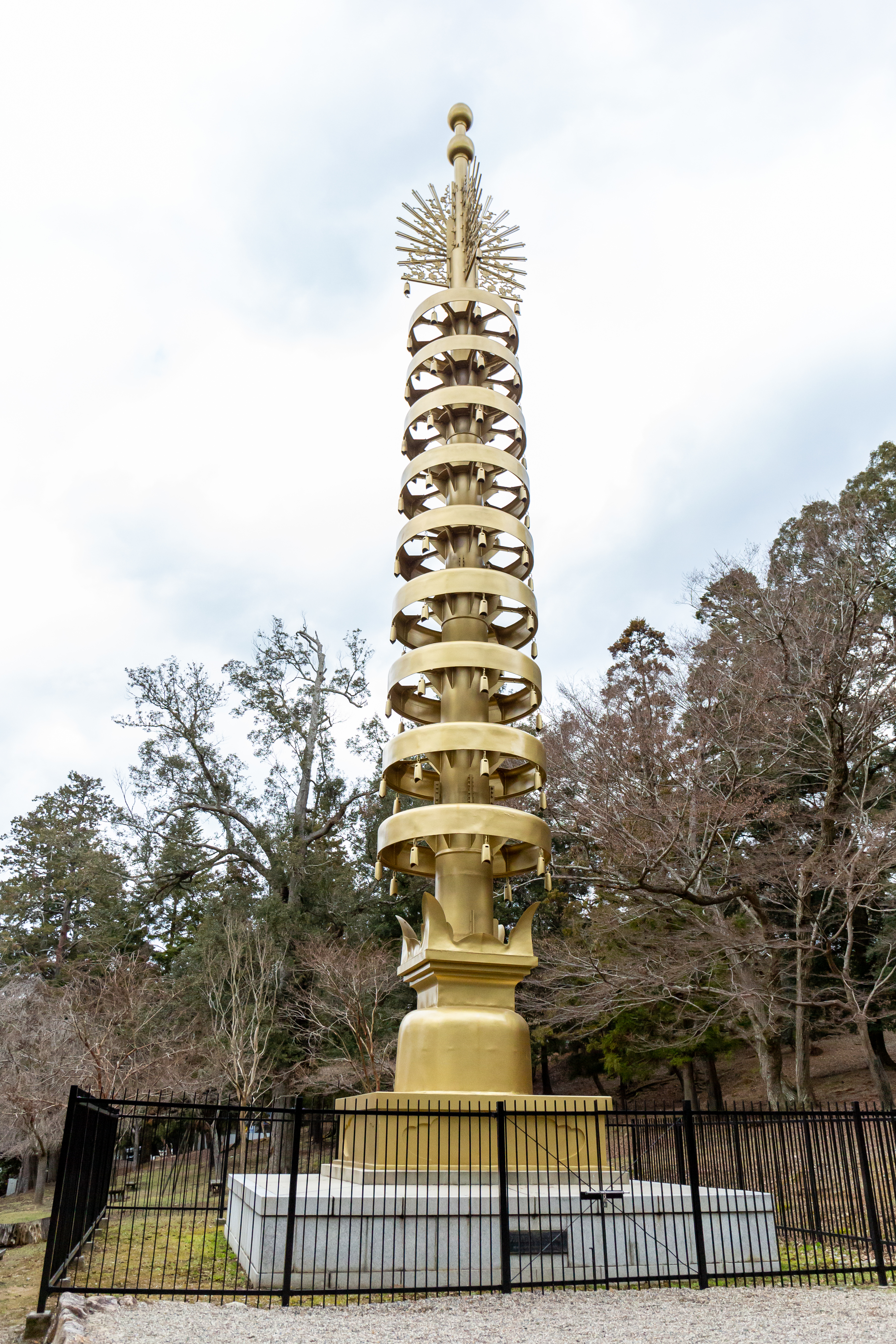
Een sorintō bij Tōdai-ji
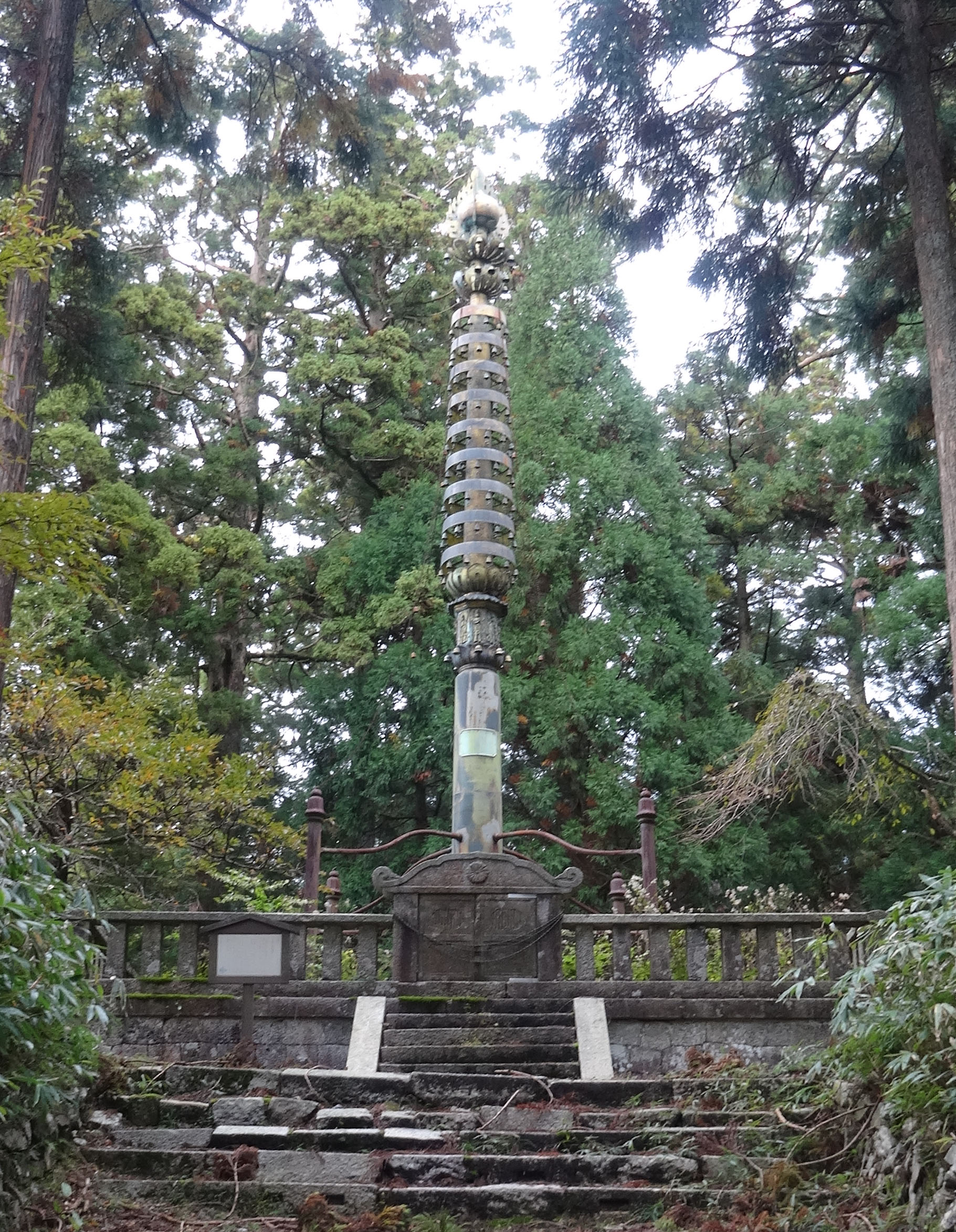
Sōrintō, waar de ringen zijn voorzien van windklokjes (fūtaku).
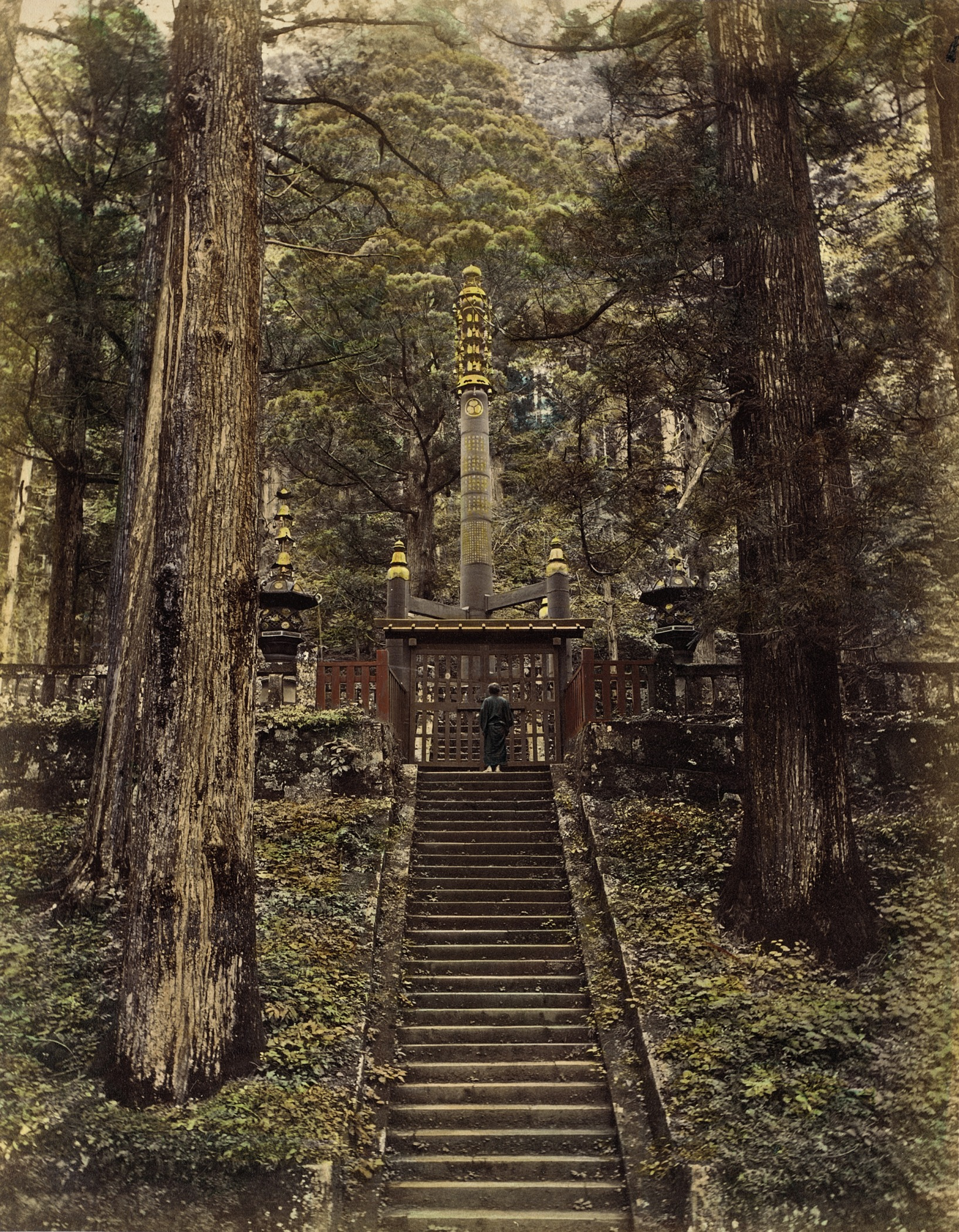
LACMA (1865)
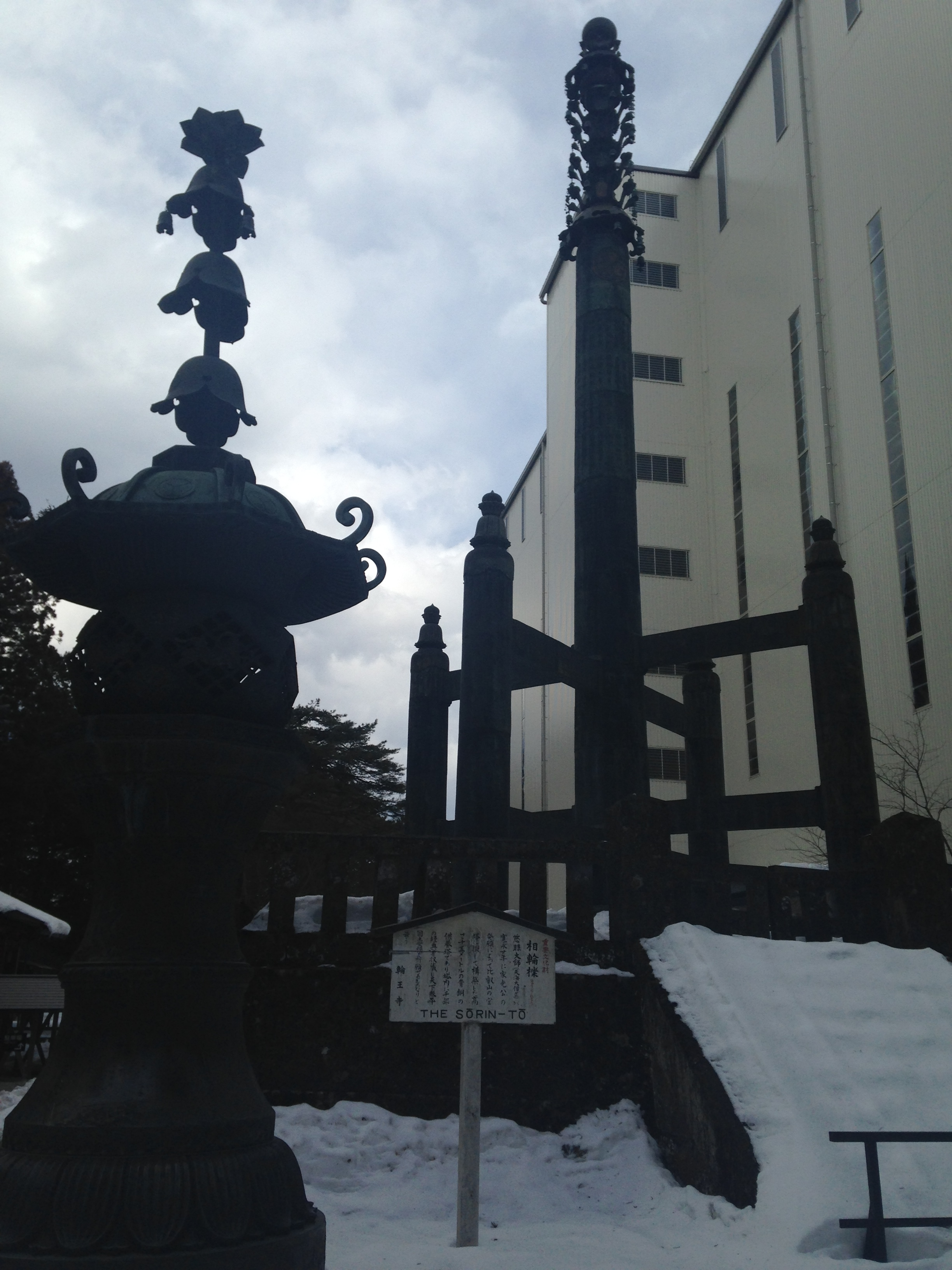
Rinno Temple
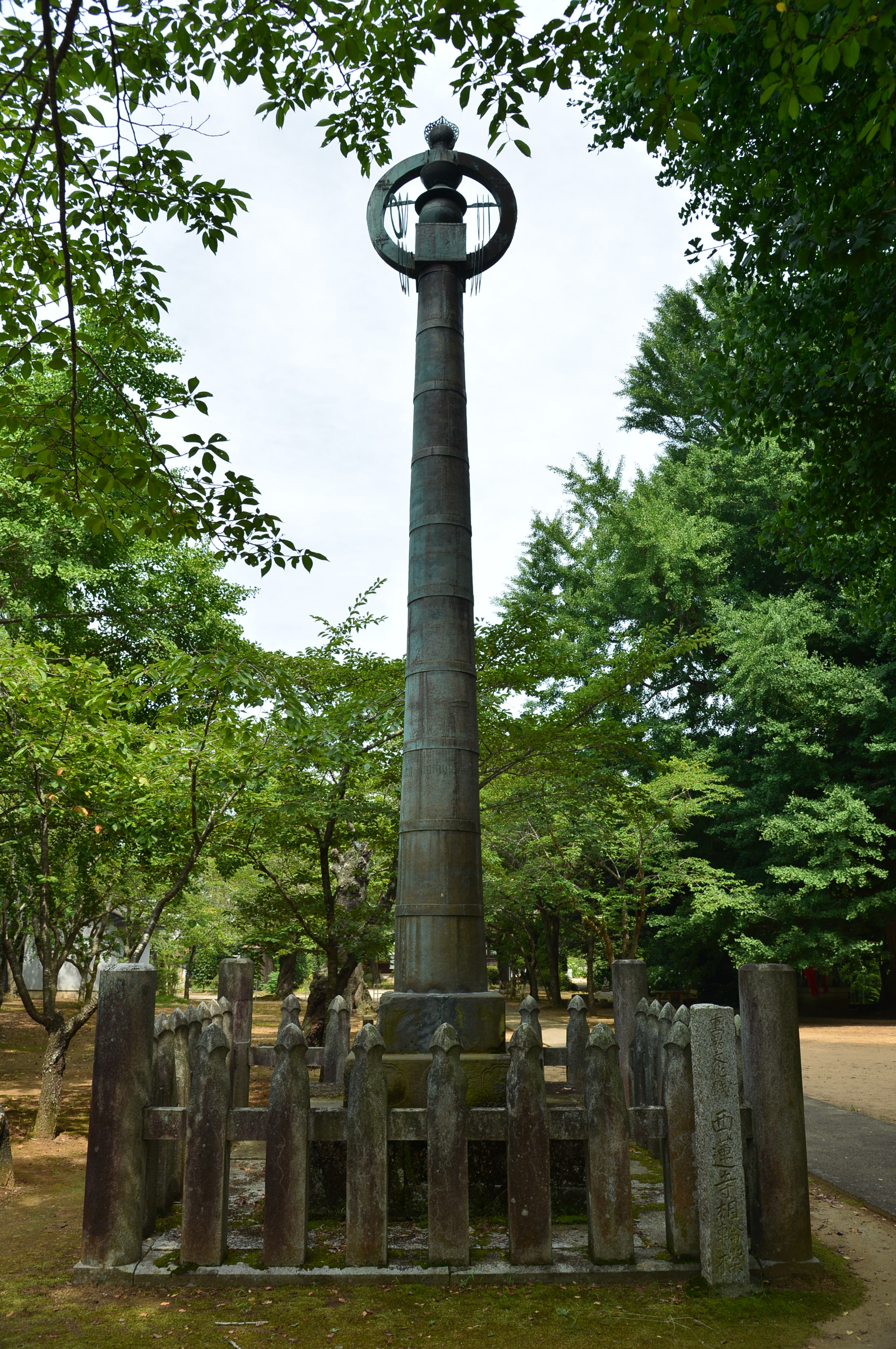
Sairen-ji Temple in Namegata
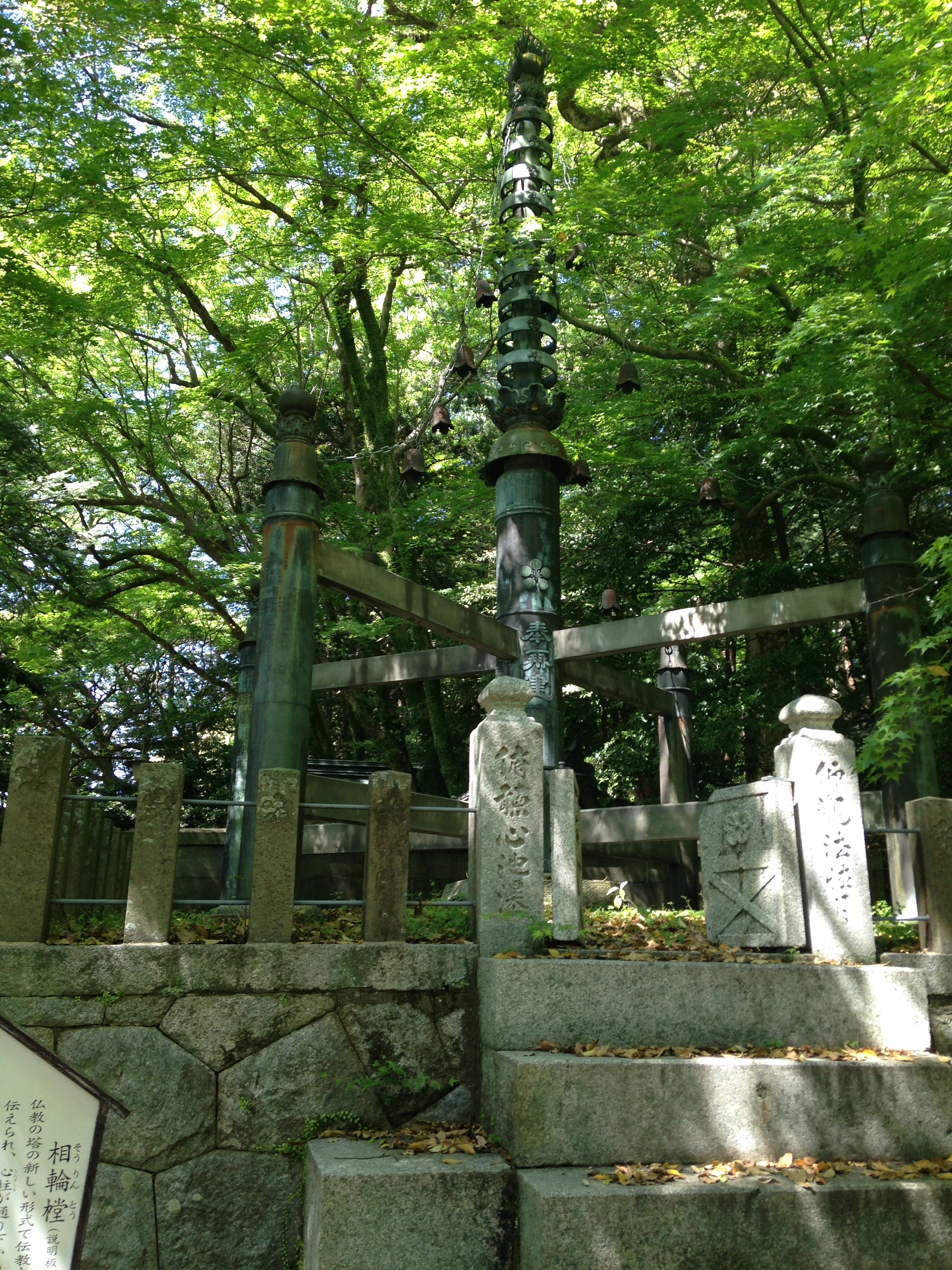
Sōrintō bij Dazaifu Temman schrijn
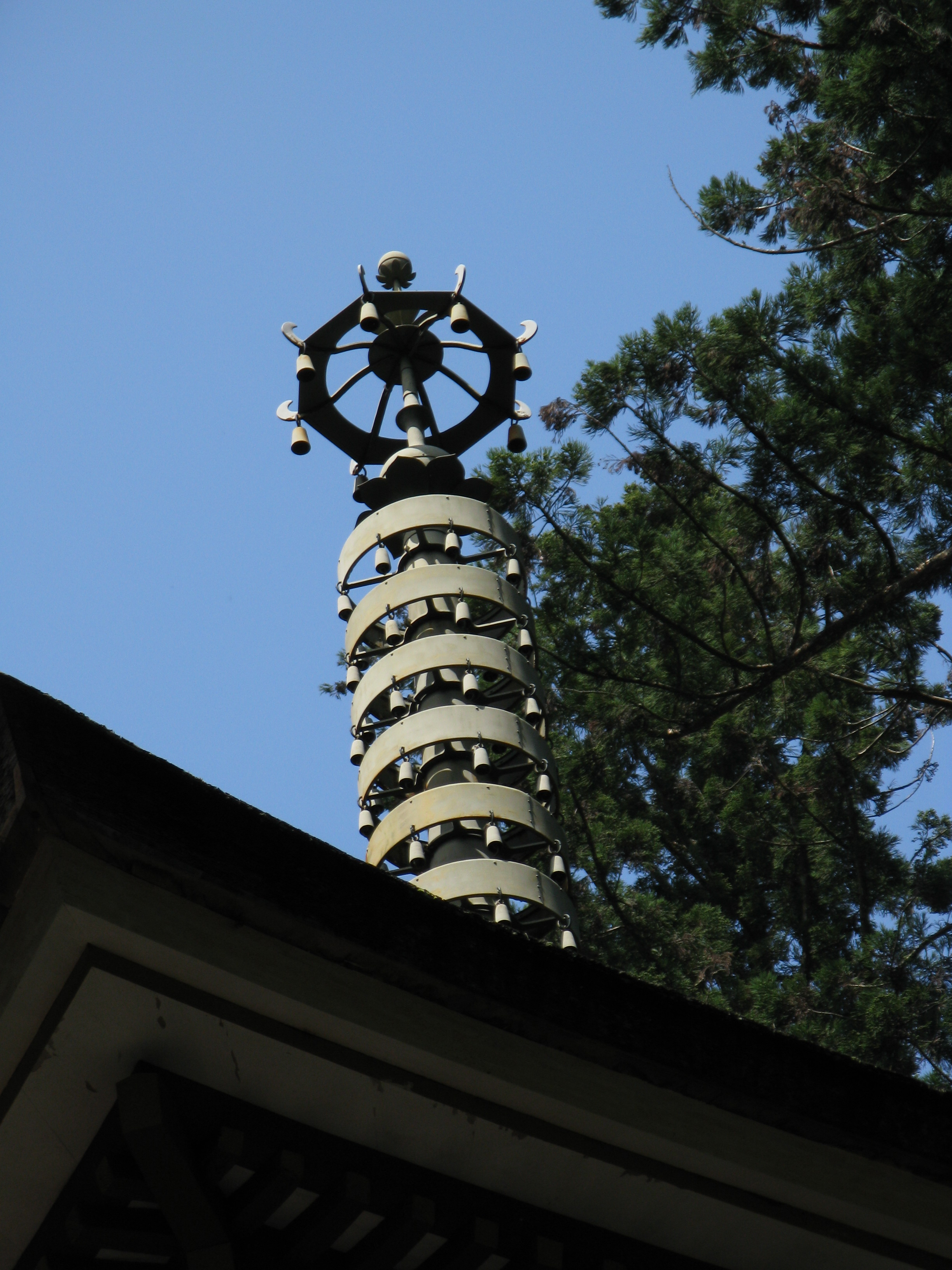
Murōji gojū-no-tō met op de top van het dak een sōrin

Aoishitōba · 
Bantōba · 
Buttō · 
Daitō · 
Gorintō · 
Hiratōba · 
Hōkyōintō · 
Hōtō · 
Hyakumantō · 
Ishitō · 
Itabi · 
Itabō · Itatōba · 
Kaisantō · 
Kasatōba · 
Kunisakitō · 
Mokutō · 
Muhōtō · 
Pantōba · Pantapō · 
Rantō · 
Sekitō · 
Sōrintō · 
Sōtō · 
Sotōba · 
Tahōtō · 
Tajūtō · Tasōtō · 
Tō · Tōba · 
Yugitō